# 拉布達鎮區
拉布達鎮為緬甸伊洛瓦底省拉布達縣的行政區。2014年人口315,218人，區域面積2,492.1平方公里。拉布達為該鎮之行政中心。
2008年，拉布達鎮因受到特强气旋风暴纳尔吉斯的影響，造成該鎮84,454人死亡失蹤。之後在世界各地的救助下，拉布達鎮及其村莊很快恢復到之前的容貌。

## 行政區劃
截至2008年，拉布達鎮下分115村組、684村莊，其他行政區劃之邊界於2009年8月5日進行調整。

## 外部連結
- "Labutta Google Satellite Map" （页面存档备份，存于） Maplandia World Gazetteer